# Карел Брюкнер
Карел Брюкнер (на чешки: Karel Brückner, роден на 13 ноември 1939 г., Оломоуц) е бивш чехословашки футболист и треньор (след разделянето на страната през 1992 г. – чешки).

## Кариера
Играе в местния „Сигма“ от 1946 до 1970 г. и през 1971 – 1972 г., „Баник“ през 1970 – 1971 г.
Треньор:
- на „Сигма“ от 1973 до 1978 г., от 1982 до 1986 г., от 1988 до 1993 г., и от 1995 до 1997 г.,
- „Железарни“ (Простейов) от 1978 до 1980 г.,
- „Збройовка“ от 1980 да 1982 г.

Начело на младежкия отбор на Чехословакия до 21 години от 1984 до 1986 г. и на Чехия в същата възраст от 1997 до 2001 г., „Жилина“ през 1986 – 1987 г., „Витковице“ през 1987 – 1988, Петра през 1993 – 1994 г., „Интер“ (Братислава) през 1994 – 1995 г. Помощник-треньор на Чехия от 1997 до 2001 г. Начело на националния отбор на Чехия от 2001, с който участва на европейското първенство в Португалия през 2004 г. и достига до полуфинал. На три пъти е обявен за треньор номер 1 на годината в Чехия.